# Chemins de fer pendant la Première Guerre mondiale

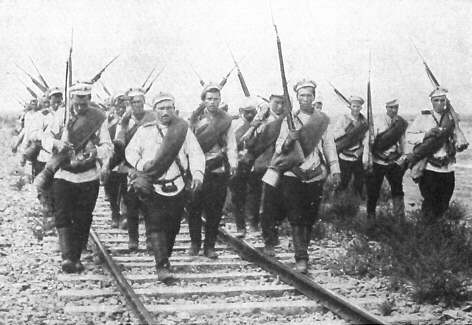
Infanterie russe sur une voie ferrée en 1914

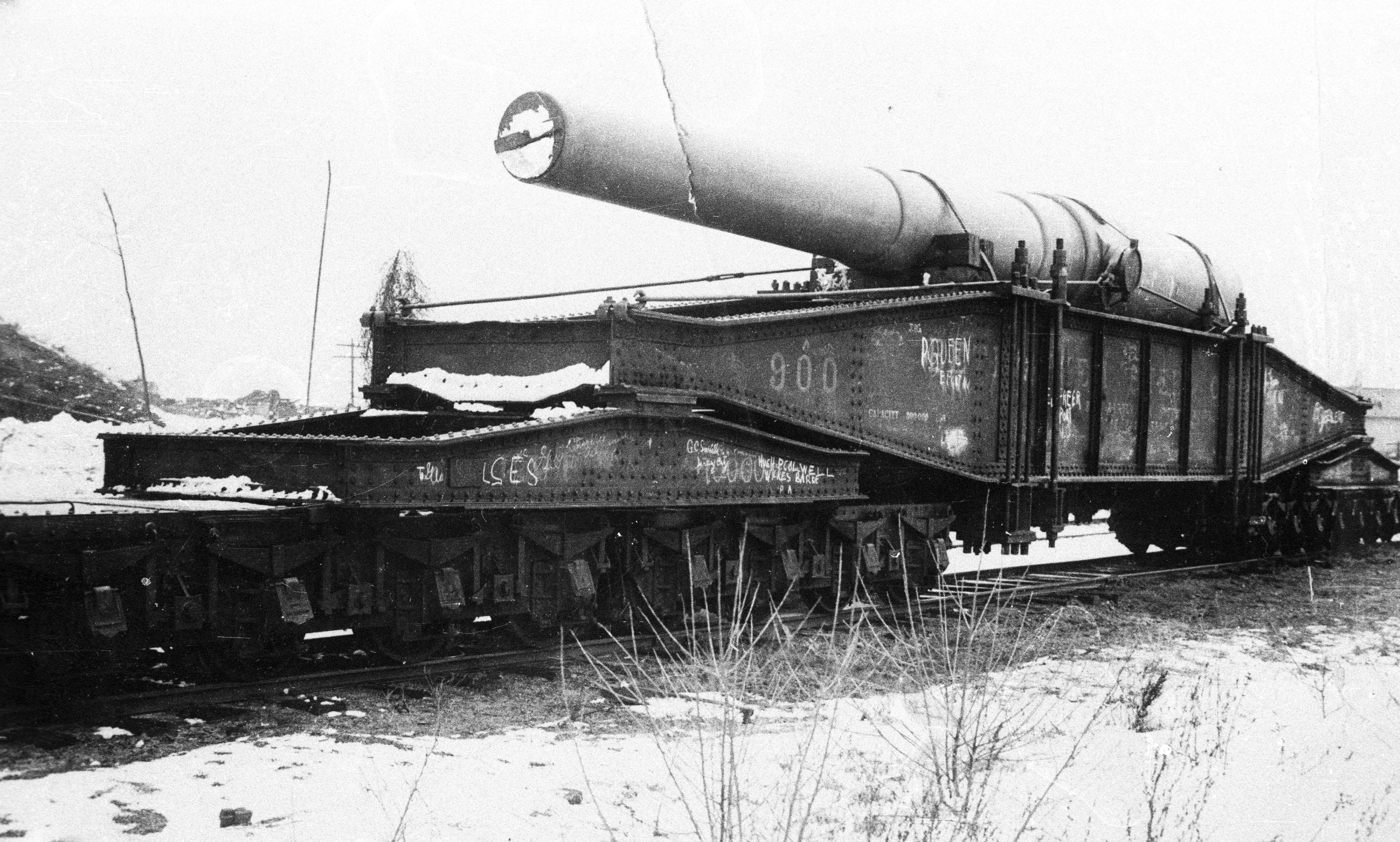
Canon sur voie de chemin de fer en 1917

Durant la Première Guerre mondiale, les stratèges et hommes politiques de chaque coalition allouent aux chemins de fer une place stratégique à la fois dans la gestion du conflit que dans la formulation des buts de guerre de leur pays respectifs. Rapidement, au fil des mois, alors que la guerre s'allonge, les hommes politiques et les états-majors, appuyés sur les compagnies publiques ou privées, mettent en place une véritable stratégie de l'utilisation des chemins de fer, permettant de transférer des armées entières, ainsi que leurs équipements d'un bout à l'autre du continent, voire en Asie.

## Les chemins de fer en Europe en 1914
En 1914, les réseaux ferrés européens sont d'une densité variable, d'un pays à l'autre, voire d'une région à l'autre au sein d'un même pays.

### Les Alliés
Composée de pays pour certains d'entre eux appuyés sur une masse énorme de capitaux, la France et la Grande-Bretagne, l'Entente mène une politique de développement des lignes de chemins de fer stratégiques, en direction du Reich.
Ainsi, en 1913, le prêt français à la Russie est conditionné à la construction de lignes de chemins de fer en Pologne russe, en direction de la frontière allemande. Mais, ce programme d'investissements est prévu pour s'étaler sur plusieurs années, jusqu'en 1917, et en juillet 1914, lors du déclenchement du conflit, les mesures destinées à la mise en œuvre de ce programme connaissent un simple début d'application. Cependant, en dépit de ces investissement massifs, les chemins de fer russes restent déficients, ne pouvant, par exemple, approvisionner les cinquante divisions de cavalerie qui composent l'armée russe en 1914.
En France, la loi du 3 juillet 1877 et le décret du 2 août 1877 portant règlement d'administration publique oblige les grandes compagnies privées de chemin de fer à mettre à la disposition des armées toutes leurs ressources en matériel et en personnel. L'emprise du militaire sur les réseaux de chemin de fer a été plus grande en France qu'en Allemagne. Dix lignes traversant le territoire métropolitain ont été préparées par l'Instruction générale sur l'exécution de la concentration du 15 février 1909, rectifiée le 4 avril 1914, la majorité d'entre elles prévue pour assurer le transport des troupes de deux régions militaires (deux corps d'armée et les divisions de réserve) jusqu'à des gares de débarquement (« ateliers de débarquement ») en arrière de leur zone de concentration. Ces lignes sont intégralement affectées au transport militaire dès le début de la période de concentration, avec « toilette » (évacuation) des trains civils au début de la mobilisation.

### Les Puissances centrales
Regroupées au centre du continent européen, les puissances centrales, dans un premier temps, Reich allemand et Autriche-Hongrie, augmentée dans un second temps de l'empire ottoman, et, à l'automne 1915, de la Bulgarie, disposent de lignes de communication efficace.
Ainsi, en situation d'infériorité numérique, les puissances centrales, fortes de leurs lignes de communication intériéures efficaces, leur permettant de déplacer des armées entières d'un front à l'autre en quelques jours, disposent d'un avantage non négligeable.

### Les neutres
Dans les années précédant le déclenchement du conflit, les États neutres (dans la configuration de juillet 1914) exercent, par leur contrôle sur les sociétés de chemins de fer nationaux, une forte influence sur le déroulement du conflit.
Ainsi, durant l'automne 1914, les puissances centrales peuvent ravitailler directement leur allié ottoman en utilisant les réseaux ferroviaires roumain et bulgare.

## Utilisation stratégique et tactique des chemins de fer
L'utilisation massive des chemins de fer par les deux coalitions durant les périodes de combat en Europe, principal champ de bataille, modifie le rapport de force général, permettant aux puissances centrales, constituées d'un bloc et globalement dotés d'un meilleur réseau de voies ferrées que leurs adversaires de se servir avec virtuosité de ces moyens de transport modernes.

### Le matériel ferroviaire dans le conflit
Ainsi, le réseau et le matériel ferroviaire sont soumis à rude épreuve dans les deux camps.
Chaque camp produit et entretient son propre matériel, auquel s'ajoute le matériel pris lors des opérations de conquête de régions des pays ennemis. Le principal pourvoyeur de matériel des puissances centrales, le Reich, soutient par la force de son industrie les compagnies ferroviaires de ses alliés, principalement ottoman.
Parmi les alliés, la situation diverge d'un pays à l'autre. La Russie, par exemple, souffre rapidement de pénuries, dans les villes, en raison d'un réseau ferré saturé, de l'usure du matériel et d'une absence de coordination entre les différents acteurs de la logistique ferroviaire.
La situation des empires centraux en la matière se révèle rapidement catastrophique. Ainsi, en dépit des succès permis par le rétablissement des relations ferroviaires entre les membres de la quadruplice, la situation s'aggrave progressivement, aboutissant à l'asphyxie des réseaux des puissances centrales à l'automne 1918. Ainsi, par exemple, le Bagdadhahn ne compte plus, en septembre 1918, qu'une cinquantaine de locomotives en état de marche, mal entretenues et chauffées avec des ceps de vigne et des troncs d'olivier.

### Construction de lignes

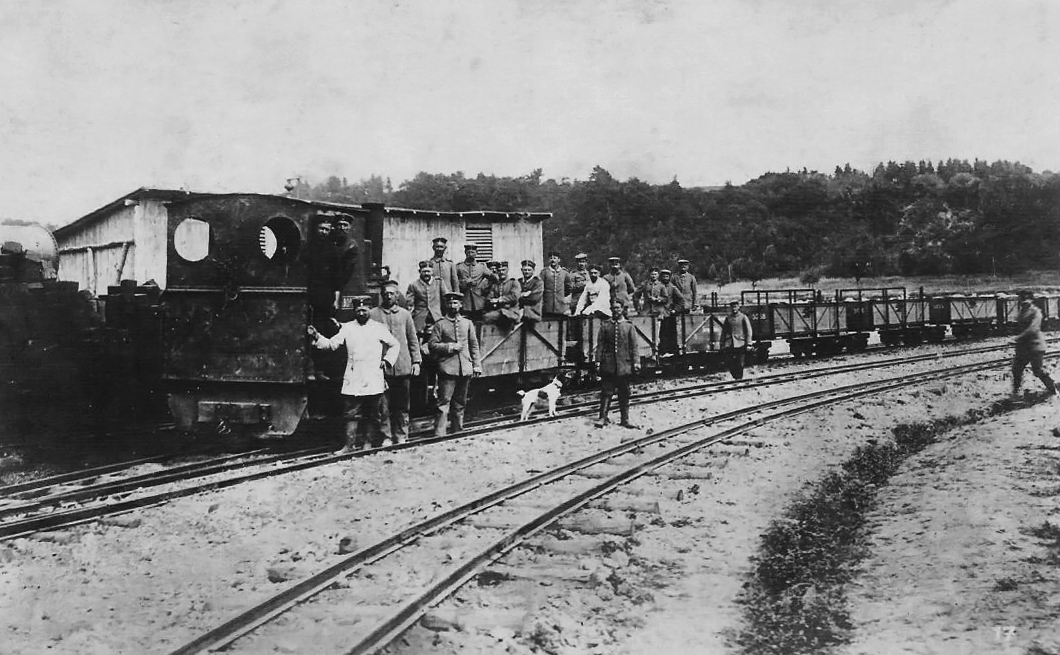
Chemin de fer militaire allemand à voie de 60 en l'Argonne, vers 1915

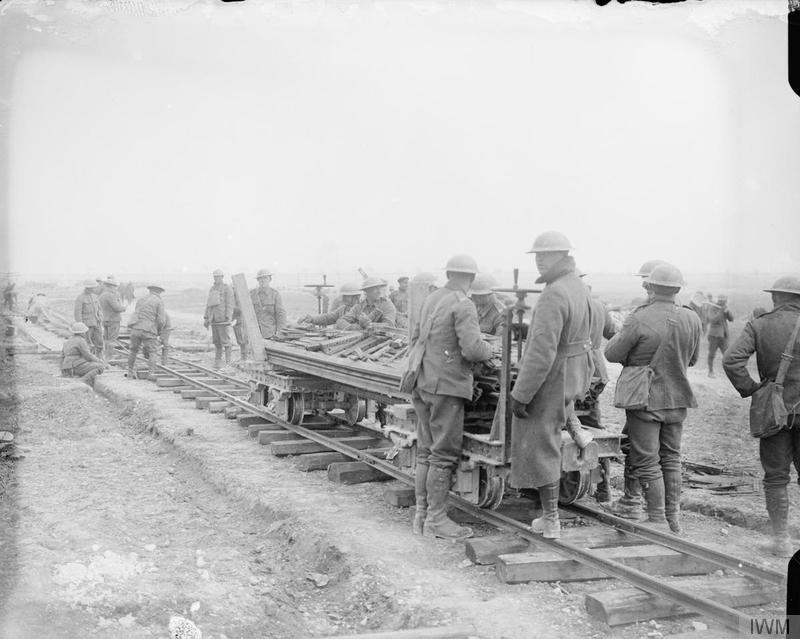
construction d'une ligne à voie de 0.60 m par le Royal Engineers britannique en 1917 à Feuchy, lors de la Bataille d'Arras.

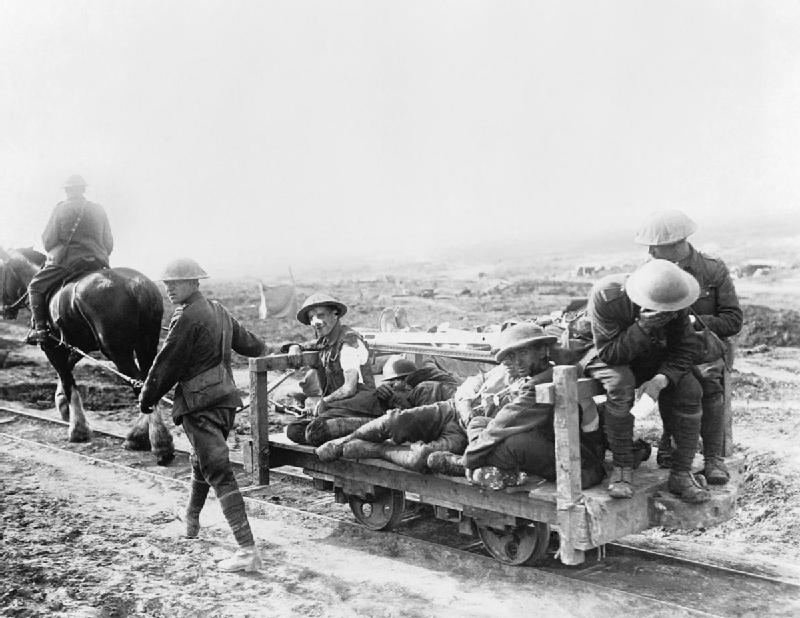
Soldats canadiens blessés évacués lors de la Bataille de Flers-Courcelette par une voie ferrée du Système Péchot, à traction animale.

Pour les Alliés, comme pour les puissances centrales, la construction de nouvelles lignes de chemins de fer, souvent à voie étroite, constitue un bon indicateur pour la préparation des offensives planifiées de longue date.
Ainsi, à la fin de l'année 1915 et au début de l'année 1916, par exemple, les militaires français observent la construction de nombreuses lignes de chemin de fer, dans la région de Verdun, destinées à ravitailler un nombre d'unités sans commune mesure avec celles alors déployées dans le secteur

### Ravitaillement et transport des unités
Le chemin de fer, en raison de sa rapidité, permet de ravitailler massivement de vastes unités, engagées dans une guerre d'usure à grande échelle.
Ainsi, à partir de la conquête de la Serbie par les puissances centrales à l'automne 1915, le Reich a la capacité d'utiliser le chemin de fer pour ravitailler à grande échelle son allié ottoman, remettant en cause l'existence de la tête de pont alliée installé dans le détroit de Dardanelles. De plus, à partir de janvier 1916, après la réparation par les Allemands des tronçons saccagés par les Serbes dans leur retraite, les échanges entre le Reich et la double monarchie, d'une part, et l'empire ottoman de l'autre, sont significativement améliorés.
Les experts militaires austro-hongrois, en raison de la dispersion des fronts sur lesquels sont engagées des unités de la double monarchie, s'affirment comme des virtuoses des vastes transferts d'un front à l'autre. Ainsi, en juin 1918, alors que la situation de la double monarchie semble critique, ces généraux se montrent encore capables de ravitailler de grandes unités déployées sur le front italien, en vue de lancer, puis de soutenir une ultime offensive de rupture sur le front du Piave : ainsi, le 16 juin 1918, alors que la bataille fait rage, le commandement austro-hongrois vide ses entrepôts viennois, pour remplir 29 trains d'armes et de munitions, destinés à ce front.
De plus, l'utilisation massive du chemin de fer permet de transporter des unités à petite ou à grande échelle. Ainsi, toutes les offensives de grande ampleur sont commencées après de vastes concentrations rendues possibles dans des délais assez brefs par l'usage massif du chemin de fer.
Ainsi, dès 1914, les unités sont acheminées par chemin de fer à proximité des champs de bataille. En 1915, les grandes offensives austro-allemandes, en Russie et en Serbie sont rendues possibles par l'emploi massif des capacités de projection des lignes de chemins de fer. Ainsi, en avril 1915, lorsque les plans de l'offensive générale sur le front de l'Est sont arrêtés par les stratèges germano-austro-hongrois, les concentrations de troupes sont menées rapidement, aboutissant à la constitution rapide d'un corps de bataille de 16 divisions austro-allemandes.
Les Alliés utilisent aussi massivement le réseau ferré pour acheminer de grandes unités et les ravitailler. Ainsi, durant la bataille de Verdun, entre le 21 février et le 1er mai 1916, la compagnie des chemins de fer de l'Est organise la circulation de 2 588 convois. Pour la bataille de la Somme, 6 768 convois sont constitués pour acheminer troupes et matériel.
Ainsi, jusqu'en 1918, le principal atout des puissances centrale réside dans la capacité à déplacer en quelques jours sur de très grandes distances de vastes unités, parfois des armées entières. Ainsi, à partir du mois d'avril 1916, de vastes unités germano-austro-hongroises sont déployées en Palestine, tandis que 120 000 soldats ottomans sont envoyés sur les fronts européens.
Ainsi, en 1914, alors que les plans d'attaque allemands son censés permettre une rapide victoire sur la France, les initiatives russes obligent l'OHL à transférer en urgence plusieurs armées en direction de la province de Prusse-Orientale, menacée par l'avance russe. En 1918, alors que la guerre à l'Est s'achève, les opérations se limitent à une guerre de conquête par chemin de fer, les puissances centrales occupant le territoire russe en prenant le contrôle des gares qui jalonnent les voies ferrées, les unités russes étant incapables de résister à cette offensive austro-allemande, la dernière sur le front de l'Est.
Dans les Balkans, le manque de lignes ferroviaires oblige les belligérants à dépendre de quelques lignes, à l'image de la Serbie, dépendante de la ligne à faible débit qui remonte à Nič depuis Salonique.
En 1918, à la suite de la défection de la Bulgarie, ce sont les déficiences du réseau ferré des puissances centrales, ainsi que l'incapacité du Reich et de la monarchie danubienne à projeter des unités en Serbie qui accélèrent la prise de conscience du caractère inéluctable de la défaite des puissances centrales.

### Le chemin de fer, objectif tactique et stratégique
Dès les premiers jours du conflit, l'utilisation massive du chemin de fer par l'ensemble des belligérants transforme les infrastructures ferroviaires, ainsi que le réseau, en objectif tactique et stratégique de premier ordre dans la conduite des opérations. C'est cependant sur le front de l'Est que cette dimension constitue un aspect à part entière de la préparation des opérations.
Sur le front de l'Est, les opérations sur des distances importantes, ainsi que les vastes mouvements de troupes, obligent les états-majors à intégrer dans leur réflexion stratégique les lignes de chemin de fer. Ainsi, en 1915, lors de la préparation de la vaste offensive de printemps, les stratèges germano-austro-hongrois accordent une importance essentielle à l'attaque des gares de triage et des nœuds ferroviaires, accentuant la désorganisation du front russe sous les coups de l'offensive des puissances centrales.
Chaque offensive d'envergure s'accompagne d'offensives mineures destinées à mettre les lignes de ravitaillement ferroviaires à l'abri des bombardements terrestres de l'adversaire. Ainsi, lors de la préparation de l'offensive alliées du mois d'aout 1918, les premiers assauts, limités, sont destinés à sécuriser les liaisons ferroviaires destinées à être utilisées pour la poursuite de l'offensive.

## Le contrôle des chemins de fer, but de guerre

### Chemins de fer et buts de guerre
Rapidement, lors de la formulation des buts de guerre, aussi bien par les Alliés que par les puissances centrales, les belligérants allouent aux liaisons ferroviaires un rôle important dans le contrôle des territoires qu'ils souhaitent annexer directement ou mettre sous tutelle via un État vassalissé.
Ainsi, la Pologne constitue un territoire que le Reich et la double monarchie souhaitent contrôler chacun pour leur compte; ces deux alliés expriment donc des vues sur l'économie du pays, ainsi que sur ses voies de communication. Rapidement, la question de la tutelle sur les 3 800 kilomètres de voies ferrées devient un nœud de discorde entre le Reich et la double monarchie. Ainsi, le Reich souhaite le transfert de la propriété de ces voies à une société privée à capitaux allemands, la double monarchie aspire à un royaume propriétaire de ses lignes, ces dernières étant affermées à une société privée. En septembre 1918, la solution austro-hongroise est adoptée, mais sa réalisation achoppe sur la répartition du capital entre les États allemands et austro-hongrois, avant que les clauses d'armistice remettent en cause cette solution. De même, en 1917, lors de négociations austro-allemandes, puis en 1918, lors des négociations préalables à la signature de la paix de Bucarest, le Reich s'attache à contrôler étroitement les chemins de fer du royaume de Bucarest, de l'allié bulgare et de la Serbie occupée,.

### Chemins de fer et clauses d'armistice
À partir de 1916, des armistices remettent en cause la présence de certains États dans le conflit.
Les puissances centrales, et principalement le Reich, attachent une grande importance au contrôle des chemins de fer dans les clauses des traités que le Reich fait signer aux Russes et aux Roumains. Ainsi, en 1917, les armistices russes puis roumains remettent en cause l'engagement de ces deux pays aux côtés des Alliés. Ainsi, dès le mois de décembre 1917, la question des avoirs allemands et austro-hongrois dans les capitaux des sociétés ferroviaires russes.
Durant l'automne 1918, l'armistice de Thessalonique, entre le royaume de Bulgarie et les Alliés, remet en cause la liaison entre le Reich et la double monarchie, d'une part, et l'empire ottoman de l'autre. Privé du soutien économique du Reich, l'empire ottoman se révèle incapable de poursuivre le conflit.
De même, l'armistice de Moudros octroie aux Britanniques, principaux négociateurs de cette suspension d'armes, le contrôle des tunnels ferroviaires du Taurus.